# Indicko-arabská číselná soustava
Indicko-arabská číselná soustava nebo také indická číselná soustava, poziční desítková číselná soustava, je celosvětově nejrozšířenější systém pro symbolickou reprezentaci čísel. Soustava byla vynalezena indickými matematiky mezi 1. a 4. stoletím. Tento systém byl přejat perskými matematiky (Al-Chorezmího kniha O výpočtech s indickými číslicemi kolem r. 825) a arabskými matematiky (Al-Kindího kniha O používání indických číslic kolem r. 825) v 9. století. Do období vrcholného středověku se tento systém rozšířil do středověké Evropy.
Systém je založen na deseti (původně devíti) rozdílných glyfech. Symboly (glyfy) použité tak, aby reprezentovaly soustavu, jsou v zásadě nezávislé na samotném systému. Znaky aktuálně používané vychází z číslic písma bráhmí a od středověku se rozdělily na různé typografické varianty.
Tyto symboly lze rozdělit do tří hlavních skupin: západní arabské číslice používané v oblasti velkého Maghrebu a v Evropě, východoarabské číslice  používané na středním Východě a indické číslice používané na indickém subkontinentu.
Tato číselná soustava se dodnes používá po celém světě.

## Etymologie
Indicko-arabské číslice byly vynalezeny matematiky v Indii. Persko-arabští matematici je nazývali „číslice Hindů“ (kde „Hind“ bylo označení pro Indy). Později se jim v Evropě začalo říkat „arabské číslice“, protože na Západě byly představeny arabskými obchodníky.

## Porovnání znaků
| 0         | 1         | 2         | 3         | 4         | 5         | 6         | 7         | 8         | 9         | písmo                                     | viz                                |
| --------- | --------- | --------- | --------- | --------- | --------- | --------- | --------- | --------- | --------- | ----------------------------------------- | ---------------------------------- |
| ○/零      | 一        | 二        | 三        | 四        | 五        | 六        | 七        | 八        | 九        | východní Asie                             | čínské, japonské, korejské číslice |
| ο/ō       | Αʹ        | Βʹ        | Γʹ        | Δʹ        | Εʹ        | Ϛʹ        | Ζʹ        | Ηʹ        | Θʹ        | novořečtina                               | řecké číslice                      |
|           | א         | ב         | ג         | ד         | ה         | ו         | ז         | ח         | ט         | hebrejština                               | hebrejské číslice                  |
| ०         | १         | २         | ३         | ४         | ५         | ६         | ७         | ८         | ९         | dévanágarí                                | indické číslice                    |
| ૦         | ૧         | ૨         | ૩         | ૪         | ૫         | ૬         | ૭         | ૮         | ૯         | gudžarátština                             |                                    |
| ੦         | ੧         | ੨         | ੩         | ੪         | ੫         | ੬         | ੭         | ੮         | ੯         | gurmukhí                                  |                                    |
| ༠         | ༡         | ༢         | ༣         | ༤         | ༥         | ༦         | ༧         | ༨         | ༩         | tibetština                                |                                    |
| ০         | ১         | ২         | ৩         | ৪         | ৫         | ৬         | ৭         | ৮         | ৯         | ásámština/ bengálština/ siletština        | Bengálsko-ásámské číslice          |
| ୦         | ୧         | ୨         | ୩         | ୪         | ୫         | ୬         | ୭         | ୮         | ୯         | urijština                                 |                                    |
| ൦         | ൧         | ൨         | ൩         | ൪         | ൫         | ൬         | ൭         | ൮         | ൯         | malajálamština                            |                                    |
| ௦         | ௧         | ௨         | ௩         | ௪         | ௫         | ௬         | ௭         | ௮         | ௯         | tamilština                                | tamilské číslice                   |
| 0         | ౧         | ౨         | ౩         | ౪         | ౫         | ౬         | ౭         | ౮         | ౯         | telugština                                |                                    |
| ೦         | ೧         | ೨         | ೩         | ೪         | ೫         | ೬         | ೭         | ೮         | ೯         | kannadština                               |                                    |
| ០         | ១         | ២         | ៣         | ៤         | ៥         | ៦         | ៧         | ៨         | ៩         | khmerština                                | khmerské číslice                   |
| ๐         | ๑         | ๒         | ๓         | ๔         | ๕         | ๖         | ๗         | ๘         | ๙         | thajština                                 | thajské číslice                    |
| ໐         | ໑         | ໒         | ໓         | ໔         | ໕         | ໖         | ໗         | ໘         | ໙         | laoština                                  |                                    |
| ၀         | ၁         | ၂         | ၃         | ၄         | ၅         | ၆         | ၇         | ၈         | ၉         | barmština                                 |                                    |
| ٠‎         | ١‎         | ٢‎         | ٣‎         | ٤‎         | ٥‎         | ٦‎         | ٧‎         | ٨‎         | ٩‎         | arabština                                 | arabské číslice                    |
| ۰‎         | ۱‎         | ۲‎         | ۳‎         | ۴‎         | ۵‎         | ۶‎         | ۷‎         | ۸‎         | ۹‎         | moderní perština (fársí)/ darí/ paštština |                                    |
| číslice 0 | číslice 1 | číslice 2 | číslice 3 | číslice 4 | číslice 5 | číslice 6 | číslice 7 | číslice 8 | číslice 9 | urdština (písmo šáhmukhí)                 |                                    |

Stejně jako v mnoha systémech číslování, číslice 1, 2 a 3 představují jednoduché záznamy značek; 1 je jedna čára, 2 jsou dvě čáry (nyní spojené úhlopříčkou) a 3 jsou tři čáry (nyní spojené dvěma svislými čarami). Po třech číslech symboly mají tendenci se stát složitějšími (příkladem jsou čínské číslice a římské číslice). Teoretici věří, že je to proto, že je obtížné okamžitě počítat předměty o větším počtu než tři.

## Historie

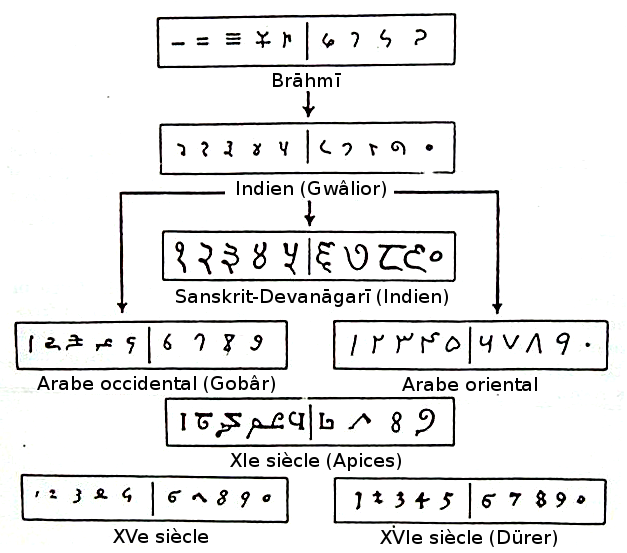
Odvození moderních číslic z brahmánského zápisu